# Brice Prairie
Brice Prairie es un lugar designado por el censo ubicado en el condado de La Crosse en el estado estadounidense de Wisconsin. En el Censo de 2010 tenía una población de 1.887 habitantes y una densidad poblacional de 158,59 personas por km².

## Geografía
Brice Prairie se encuentra ubicado en las coordenadas 43°56′15″N 91°18′27″O / 43.93750, -91.30750. Según la Oficina del Censo de los Estados Unidos, Brice Prairie tiene una superficie total de 11.9 km², de la cual 11.9 km² corresponden a tierra firme y (0%) 0 km² es agua.

## Demografía
Según el censo de 2010, había 1.887 personas residiendo en Brice Prairie. La densidad de población era de 158,59 hab./km². De los 1.887 habitantes, Brice Prairie estaba compuesto por el 97.62% blancos, el 0.58% eran afroamericanos, el 0.48% eran amerindios, el 0.48% eran asiáticos, el 0% eran isleños del Pacífico, el 0.11% eran de otras razas y el 0.74% pertenecían a dos o más razas. Del total de la población el 1.27% eran hispanos o latinos de cualquier raza.